# قائمة شخصيات فتيات القوة (مسلسل 2016)
كما تم تصويره في التسلسل الافتتاحي لكل حلقة، تم إنشاء فتيات القوة بواسطة البروفيسور يوتونيوم في محاولة لإنشاء "الفتاة الصغيرة المثالية" باستخدام مزيج من "السكر والتوابل وكل شيء جميل" (تظهر في الحقول الخاصة باللون الأزرق السماوي والأخضر الليموني والوردي الفاتح). ومع ذلك، فقد سكب عن طريق الخطأ مادة غامضة تسمى "مادة X الكيميائية" في الخليط ، وخلق بدلاً من "الفتاة الصغيرة المثالية"، ثلاث فتيات (تمتلك كل واحدة من العناصر المذكورة أعلاه التي تسيطر على شخصيتها)، ومنح جميع القوى العظمى الثلاث بما في ذلك الطيران ، قوة خارقة، سرعة فائقة، مناعة محدودة، رؤية بالأشعة السينية، حواس فائقة، رؤية حرارية، وإسقاط للطاقة. في الإصدار التجريبي الأصلي، كانت المادة العرضية عبارة عن علبة من "ووباس"، والتي تم استبدالها بـ"مادة X الكيميائية" في النسخة التي تم بثها.
جميع الفتيات الثلاث لديهن رؤوس بيضاوية الشكل، وعيون كبيرة بشكل غير طبيعي (مستوحاة من فن مارغريت كين)، وذراعان وساقان قصيرتان، ويفتقرن إلى الأنف والأذنين والأصابع والرقبة والقدم المسطحة بأصابع القدم (فضل مكراكين أن يبدوا أكثر رمزية للفتيات الواقعية بدلاً من الذهاب لإلقاء نظرة "واقعية"، مما يعني أن هناك حاجة إلى عدد أقل من أجزاء الجسم). يرتدون الفساتين التي تتناسب مع ألوان عيونهم مع خطوط سوداء، وكذلك الجوارب البيضاء والسوداء.

## فتيات القوة

### بلوسوم
- صوت: 
رانيا مروة (الصوت الأول)، جمانة الزنجي (الصوت الثاني)

• تم تمثيلها بواسطة: تارا سترونغ
هي التكتيكية والقائدة التي نصبت نفسها بنفسها لفتيات القوة. عنصر شخصيتها هو "كل شيء جميل"، لونها المميز وردي فاتح، ولديها شعر طويل أحمر برتقالي بطول الخصر ترتديه في شكل ذيل حصان مع فيونكة حمراء ومقطع شعر وردي بقلب أحمر. تم تسميتها لأنها تحدثت بحرية وصدق إلى الأستاذ بعد وقت قصير من إنشائها كما هو موضح في فيلم فتيات القوة. غالبًا ما يُنظر إليها على أنها العضو الأكثر ذكاءً وذكاءً وتكوينًا في المجموعة وأيضًا قوية وحازمة. وهي أيضًا خبيرة استراتيجيّة رئيسية ومخطّطة ملائمة. قوتها الفريدة هي تجميد الأشياء بأنفاسها كما رأينا في حلقة "آيس قرحة".
في فتيات القوة Z، يُطلق على نسخة الأنمي من بلوسوم اسم "موموكو أكاتومي"/"هايبر بلوسوم" في النسخة اليابانية الأصلية بينما يطلق عليها بلوسوم في النسخة الإنجليزية المدبلجة. تم تصويرها كأول عضوة في فتيات القوة Z. إنها تستخدم اليويو كسلاح مميز لها، لكنها تستطيع استخدام قوسها كسلاح إذا لم يكن لديها اليويو الخاص بها. مثل الأصل، هي زعيمة الفريق التي نصبت نفسها بنفسها. ومع ذلك، فهي مبتذلة للغاية، ومجنونة قليلاً، وتعطى للسحق والتخيلات الرومانسية. إنها على دراية كبيرة بنوع ماهو شوجو، إلى جانب بعض مفاهيم الأنمي/السينتاي النموذجية وتعتبر "بطلة مجنونة" في المدرسة، وخاصة من قبل باتركاب. تتمتع بلوسوم أيضًا بشهية قوية للأطعمة السكرية. كانت بلوسوم أول من واجه موجو جوجو في الحديقة بعد شراء الحلوى. إذا لم تأكل الحلويات لفترة طويلة فإنها يمكن أن تصبح غريبة الأطوار. لكنها تعتاد على ذلك. على الرغم من أن بلوسوم غالبًا ما تشتت انتباهها ومعروفة بأنها تئن، إلا أنها تبذل قصارى جهدها لحماية تاونسفيل الجديدة وقيادة الفتيات ومساعدة صديقاتها بغض النظر عن وضعها. (في إحدى الحالات ، عندما لا تتمكن بلوسوم من التحول، تحاول القتال جنبًا إلى جنب مع بابلز و باتركاب وهي ترتدي قناع بطل سينتاي). غالبًا ما تكون ذكية جدًا وماكرة عند الحاجة، وعادة ما تكون أول من يضع خطة لخداع أو هزيمة وحش تواجه الفتيات مشكلة معه. لديها أخت صغيرة تدعى كيسي.
في الريبوت وأبعاد الليغو، تم تصوير إصدار 2016 من بلوسوم مرة أخرى كقائدة للفريق. مظهرها يشبه نظيرتها الأصلية باستثناء قوسها الذي هو أكثر تقريبًا. تحب التنظيم وتكره عندما تكون الأمور فوضوية وغير مرتبة. لديها سجل حضور مثالي وهي متفوقة. يمكن أن تكون عنيدة في بعض الأحيان، لكنها لا تزال تأتي. لديها أيضا نفس جليدي مثل نظيرتها عام 1998. دربها وردي فاتح مع مربعات صغيرة. قدراتها الفريدة هي: التنفس الجليدي، والذكاء على مستوى العبقرية، والرؤية المجهرية، ومهارات القيادة الطبيعية، والاستعداد البديهي. يمكنها أيضًا إبراز الطاقة الوردية الزاهية والتلاعب بها في العديد من الأدوات المنزلية والمكتبية؛ قدرة لا تمتلكها نظيرتها عام 1998 في العرض الأصلي.

### بابلز
- صوت: قائمة شخصيات فتيات القوة
جيهان الملا (النسخة العربية)

• تم تمثيلها بواسطة: تارا سترونغ
هي "الألين والأحلى" من فتيات القوة. لونها المميز أزرق، ومكون شخصيتها هو السكر، ولديها شعر أشقر في أسلاك التوصيل المصنوعة. يُنظر إلى بابلز على أنها لطيفة جدًا ولكنها أيضًا قادرة على الغضب الشديد ويمكنها محاربة الوحوش تمامًا مثل شقيقاتها. صديقها المقرب هو دمية أخطبوط محشوة تدعى "أوكتي"، وهي تحب الحيوانات أيضًا. لديها القدرة على فهم لغات متعددة (من بينها الإسبانية) والتواصل مع الحيوانات المختلفة؛ تقوم قواها الفريدة بإطلاق صرخات صوتية قوية، وخلق موجة صادمة من الرعد بتصفيقة واحدة من يديها.
في فتيات القوة Z، تم تسمية نسخة الأنمي من بابلز باسم "مياكو غوتوكوجي"/"رولينغ بابلز" في النسخة اليابانية الأصلية بينما كان إسمها في النسخة الأصلية "بابلز". تم تصويرها على أنها العضو الثاني في فريق فتيات القوة Z التي تستخدم عصا الفقاعة كسلاح مميز لها. بالمقارنة مع نظيرتها الأصلية، هي معروفة بأنها الأكثر طفولية من بين الثلاثة، فإن بابلز ناضجة نسبيًا وغالبًا ما تعمل كوسيطة في العديد من المواقف وتحاول تهدئة زميلاتها في الفريق في مثل هذه المواقف. ومع ذلك، فهي العضو الأكثر ذكاءً في الفريق، وغالبًا ما تبدو جاهلة بعض الشيء، ولا يبدو أنها تفهم صلاحياتها تمامًا، إلى جانب بعض الأشياء الأخرى. وهي أيضًا مهذبة جدًا وتستخدم دائمًا كلمات تشريفية في نهاية الأسماء وتنهي معظم جملها بعبارة "desu wa". إنها مهتمة أكثر بالتسوق ومظهرها وملابسها، وربما لهذا السبب، تبدو أنها تحظى بشعبية كبيرة بين زملائها الذكور في الفصل. على الرغم من أنها تبدو غافلة عن العديد من الأولاد الذين يحبونها، إلا أنها بالفعل في علاقة حب مع صبي يدعى كودي، وهو صبي كانت معجبة به منذ أن كانت في السادسة من عمرها. تحتفظ بتصفيفة شعرها أثناء إعادة التخيل، لكن أسلاك التوصيل المصنوعة أطول قليلاً، وتتجعد أثناء تجعيد الشعر. كما أنها تستخدم أدوات تجعيد الشعر (3 كرات على كل ضفيرة) عند الذهاب إلى الفراش. مثل نظيرتها الأمريكية، بابلز شخصية عطوفة ولطيفة وبريئة، تمتلك حبًا للحيوانات ودميتها المفضلة هي "أوكتي" (نظيرتها الأمريكية لديها نفس دمية الأخطبوط التي تحمل الاسم نفسه). إسمها حرفياً هو "فقاعات".
في الريبوت، يحتوي مظهر بابلز في إصدار 2016 على شعر أشقر بطول الكتفين في أسلاك التوصيل المصنوعة تمامًا مثل نظيرتها الأصلية، باستثناء روابط الشعر الزرقاء الجديدة وربط أسلاك التوصيل المصنوعة أعلى قليلاً من السابق. بابلز من محبي الحيوانات مثل نظيرتها عام 1998 وعادة ما تحاول إنقاذ يومها بطريقة لطيفة. مثل نظيرتها عام 1998، يمكن أن تكون ساذجة بعض الشيء ولكن يمكنها أيضًا أن تغضب بسهولة شديدة. عندما تكون في السرير ، لديها "أوكتي" بجانبها. دربها أزرق مع دوائر صغيرة. على عكس نظيرتها الأصلية، فقد ثبت أنها تتمتع بموهبة في استخدام أجهزة الكمبيوتر ويمكنها أيضًا إنشاء وبرمجة ألعاب الفيديو الخاصة بها والتي أصبحت شائعة للغاية بين الأطفال في تاونسفيل، بما في ذلك شقيقاتها. تشمل قدراتها الخاصة: التكلم مع الحيوانات، والتعاطف مع الحيوانات، والتلاعب بالأصوات والموجات الصوتية والانفجارات الصوتية، والتقليد الصوتي، والغناء المنوم، وتعدد اللغات. يمكنها أيضًا إبراز الطاقة الزرقاء الساطعة والتلاعب بها في حيوانات مختلفة بسبب حبها لها؛ قدرة لا تمتلكها نظيرتها عام 1998 في العرض الأصلي.

### باتركاب
- صوت: Natalie Palamides
رنا الرفاعي (النسخة العربية)

توصف بأنها "الفتاة المسترجلة القوية المتهورة". عنصر شخصيتها هو "التوابل"، لونها المميز أخضر، ولديها شعر أسود قصير في شكل قلب. تحب أن تتسخ وتحارب بشدة وتلعب بقسوة؛ إنها لا تخطط وهي تعمل دائما. تتمثل قواها الفريدة في تجعيد لسانها، وإنشاء إعصار أخضر دائري، وإنشاء كرات نارية من خلال فرك يديها معًا حتى يخرج الدخان الذي يشكل كرة ملتهبة ترميها على الخصم. أراد مكراكين في الأصل تسمية الشخصية "بود" حتى اقترح أحد المطورين إسم باتركاب. وفقًا لفيلم فتيات القوة، فإن باتركاب لا تحب حقًا الاسم الذي أعطي لها.
في فتيات القوة Z، تم تسمية نسخة الأنمي من باتركاب باسم "كاورو ماتسوبارا"/"باورد باتركاب' في النسخة اليابانية الأصلية ولا يزال اسمها باتركاب في النسخة الإنجليزية الأصلية. تم تصويرها على أنها العضو الثالث والأخير في فتيات القوة Z التي تستخدم مطرقة عملاقة كسلاح مميز لها. مثل باتركاب الأصلية، فهي الفتاة المسترجلة وهي الأسهل غضبًا من الثلاثة. تُعرف باتركاب في المدرسة بأنها الفتاة الأكثر رياضية لأنها تلعب التنس وتمارس فنون الدفاع عن النفس والعديد من الأنشطة الأخرى، وتقضي وقتًا طويلاً في مشاهدة الرياضة على التلفزيون. إنها جيدة بشكل خاص في كرة القدم بسبب تصميمها القوي بعد تلقي مرابط كرة القدم الجديدة عندما كانت أصغر سناً. قد يكون هذا جزءًا من سبب أن لديها الكثير من المعجبين، الأمر الذي يثير استيائها. إنها تكره أي شيء جرلي، خاصة التنانير، مما يجعل ارتداء زي الفتيات أكثر صعوبة. تتحدث بنبرة صلبة وذكورية ونادراً ما تستخدم كلمات تشريفية عند التحدث. تعيش باتركاب مع والديها وشقيقيها، والدها مصارع مقنع محترف. هي ممثلة بالنجوم.
في الريبوت، كان إصدار 2016 من مظهر باتركاب يشبه تمامًا نظيرتها الأصلية باستثناء أن لديها نقرة على مؤخرة رأسها. تم تصويرها على أنها الفتاة المسترجلة التي تحب الدخول في العمل وتحب ممارسة الرياضة، والتسكع مع الأولاد والاستمتاع مثل نظيرتها عام 1998، ولديها خوف من العناكب مثل نظيرتها عام 1998 أيضًا. لديها مزاج يمكن أن يخرج عن نطاق السيطرة. وهي أيضًا العدو الرئيسي للفتى الرجل، التي أطلق عليها لقب "الأميرة"، والتي تكرهها أكثر من غيرها، تحاول بلوسوم وبابلز إيقافها. دربها أخضر مع مثلثات صغيرة. على عكس شقيقتها، فهي لا تمتلك أي قدرات خاصة بها. ومع ذلك، فهي مثل شقيقاتها، يمكن أن تظهر طاقة خضراء زاهية والتلاعب بها في أسلحة مختلفة؛ قدرة لا تمتلكها نظيرتها عام 1998 وأخواتها في العرض الأصلي. كما أنها تتفوق في الرياضيات في حلقة "باتركاب ضد الرياضيات".

## الحلفاء

### البروفيسور يوتونيوم
- صوت: توم كاين
شربل أيوب (النسخة العربية)

هو عالم يعمل في منزله في ضواحي مدينة تاونسفيل، وهو مبتكر ووالد فتيات القوة. عالم نمطي، ملابسه العامة عبارة عن معطف مختبر أبيض وسروال أسود. استضاف البروفيسور ذات مرة شمبانزيًا يُدعى جوجو (أصبح فيما بعد موجو جوجو) كمساعد مختبر أثبت أنه طائش ومدمر. بينما كان البروفيسور يحرك طعم فتاته المثالية، قام جوجو بدفعه، مما تسبب في كسر قارورة تحتوي على "مادة X الكيميائية" الغامضة التي انسكبت في التركيبة، مما أدى إلى إنشاء فتيات القوة. يعتبر الأستاذ عبقريًا في العديد من مجالات العلوم، وقد أظهر المعرفة في مجالات مثل الفيزياء والكيمياء والبيولوجيا بالإضافة إلى كونه مخترعًا ماهرًا. بصرف النظر عن دوره كعالم، فهو يعمل كوالد لـفتيات القوة. وعلى الرغم من أنه على ما يبدو لم يتبنى الفتيات من الناحية القانونية، إلا أن كل من يخاطبه يسميه والدهم وبناته. يمكن أن يكون البروفيسور صارمًا، ويمكن التلاعب به بسهولة، وحمايته الزائدة في بعض الأحيان، لكنه لا يزال يحتفظ بصورته الأبوية المهتمة. في حلقة "حريص على كين" ، أقامت الفتيات البروفيسور يوتونيوم ومعلمة رياض الأطفال السيدة كين في موعد لعيد الحب، مما أدى إلى تحول الاثنين إلى عنصر مؤقت.
في فتيات القوة Z، لدى الأستاذ "دراك يوتونيوم"/"هاكاسي يوتونيوم" ابن اسمه كين كيتازاوا، وهو المسؤول عن جميع المتأثرين بأضواء "مادة Z الكيميائية"، وخاصة فتيات القوة، كان البروفيسور يوتونيوم في الأصل يختبر المادة الكيميائية X وسعى جاهداً لإيجاد طريقة لتغيير خواصها الكيميائية. ابتكر البروفيسور يوتونيوم العديد من الاختراعات في جميع أنحاء السلسلة؛ أهمها هو أشعة جسيمات Z الكيميائية، والتي تسمح له بتحويل المتضررين من الأضواء إلى وضعها الطبيعي (على الرغم من أنه لا يمنع التحولات المتكررة ولا يمكنه العمل على جميع ضحايا الضوء الأسود). يبدو أنه على دراية بتأثير افتقار كين إلى الأم على ابنه، على افتراض أنه تسبب في تنمر الفتيات. ومع ذلك، فإن هذا لا يغير سلوكه تجاه كين. يبدو أنه شخصية أب لطيفة مثل البروفيسور الأصلي يوتونيوم الذي كان في حلقة "فتيات القوة". يعامل الفتيات كأفراد من عائلته وهو قريب جدًا من العمدة والآنسة بيلوم. في حين أنه لطيف وخطير للغاية، قد يتصرف البروفيسور يوتونيوم، في بعض الأحيان، بشكل أقل نضجًا قليلاً مما يفعل عادةً. في الحلقة 37، عندما منع فتيات القوة Z من استخدام قوتهن ليوم واحد عندما يتعين عليهن إجراء اختبار في المدرسة، يملأ البروفيسور يوتونيوم مكانهن، مرتديًا بذلة خارجية مزودة بمسدس شعاع ليزر وحزمة صاروخ ، يطلق على نفسه اسم "البروفيسور باف Z" (هذا على الأرجح مبني على حلقة الكرتون الأصلية "إثبات القوة" والتي ارتدى فيها أيضًا بدلة قتالية ولكنه دفع الفتيات إلى الجنون بأسلوب عرجاء أثناء المعارك). يبدو أيضًا أن لديه ميكا يشبه البروفيسور باف Z، والذي يستخدمه ضد موجو روبو. على الرغم من أنه يبدو غير ناجح في البداية، إلا أنه قادر على هزيمة موجو جوجو وفازي لامبكينز وأميبا بويز. نقطة هجومه الرئيسية هو أوتو بيم. في نهاية الحلقة، أطلق كين، وبيتش، ونفسه على أنفسهم "فتيان القوة Z" كفريق الأبطال الخارقين الذين نصبوا أنفسهم بنفسهم.

### عمدة تاونزفيل
- صوت: توم كيني
ناجي شامل (النسخة العربية)

عمدة تاونزفيل أو «العمدة» هو عمدة تاونزفيل. مظهرة هو تماماً مثل نظيره الأصلي. على عكس نظيره الأصلي في المسلسل الأصلي، يفتح كلتا عينيه وهو يظهر عادة الفم. طعامه المفضل هو المخللات. يتصرف بصبيانية جداً وعادة ما يعتمد على الفتيات للمساعدة في أغلب الأوقات. كما أنه يظهر حبه للقطط أيضا.

### الراوي
- صوت: توم كيني
حسن المصري (النسخة العربية)

الراوي هو راوي العرض. يظهر في أغلب الحلقات من بداية ونهاية القصة. لم يستخدم كثيراً كما في العرض الأصلي.

## الأشرار الكلاسيكيون

### موجو جوجو
- صوت: روجر ل. جاكسون
خالد السيد (النسخة العربية)

### هيم
- صوت: توم كاين
شادي شمص (النسخة العربية)

عدو آخر لفتيات القوة. مظهره وإجراءاته مماثلة لنظيره الأصلي.

### فازي لامبكينز
- صوت: جيم كامينجز
شادي شمص (النسخة العربية)

عدو آخر لفتيات القوة. نظرته وإجراءاته مماثلة لنظيره في المسلسل الأصلي.

### الأميرة مورباكس
- صوت: Haley Mancini
أسمهان بيطار (حلقة واحدة، النسخة العربية)
زينة ضاهر (جميع الحلقات عدا حلقة واحدة، الصوت الأول)

## الأشرار الجدد

### الفتى الرجل
- صوت: موريس لامارش
إبراهيم ماضي (النسخة العربية)